# Egon Tøttrup
Egon Tøttrup (født 5. december 1944 i Jebjerg ved Skive) er en dansk journalist, der fra 1982 til 2007 var chefredaktør for Fyens Stiftstidende, fra 2001 ansvarshavende og tillige bladhusets administrerende direktør.
Tøttrup blev uddannet på Skive Venstreblad i 1966 og kom i 1968 til Kolding Folkeblad. I 1973 kom han til Odense som  redaktionssekretær på Fyens Stiftstidende. Han blev søndagsredaktør i 1978 og indtrådte i chefredaktionen i 1982. I 2001 blev han ansvarshavende chefredaktør og samtidig administrerende direktør.
Han har bl.a. siddet i bestyrelsen for Ritzau og Danske Dagblades Forening.
Tøttrup blev efterfulgt af Per Westergård.